# Belene

La città di Belene è a sud-ovest dell'isola di Belene, sul Danubio, vicino al confine con la Romania.

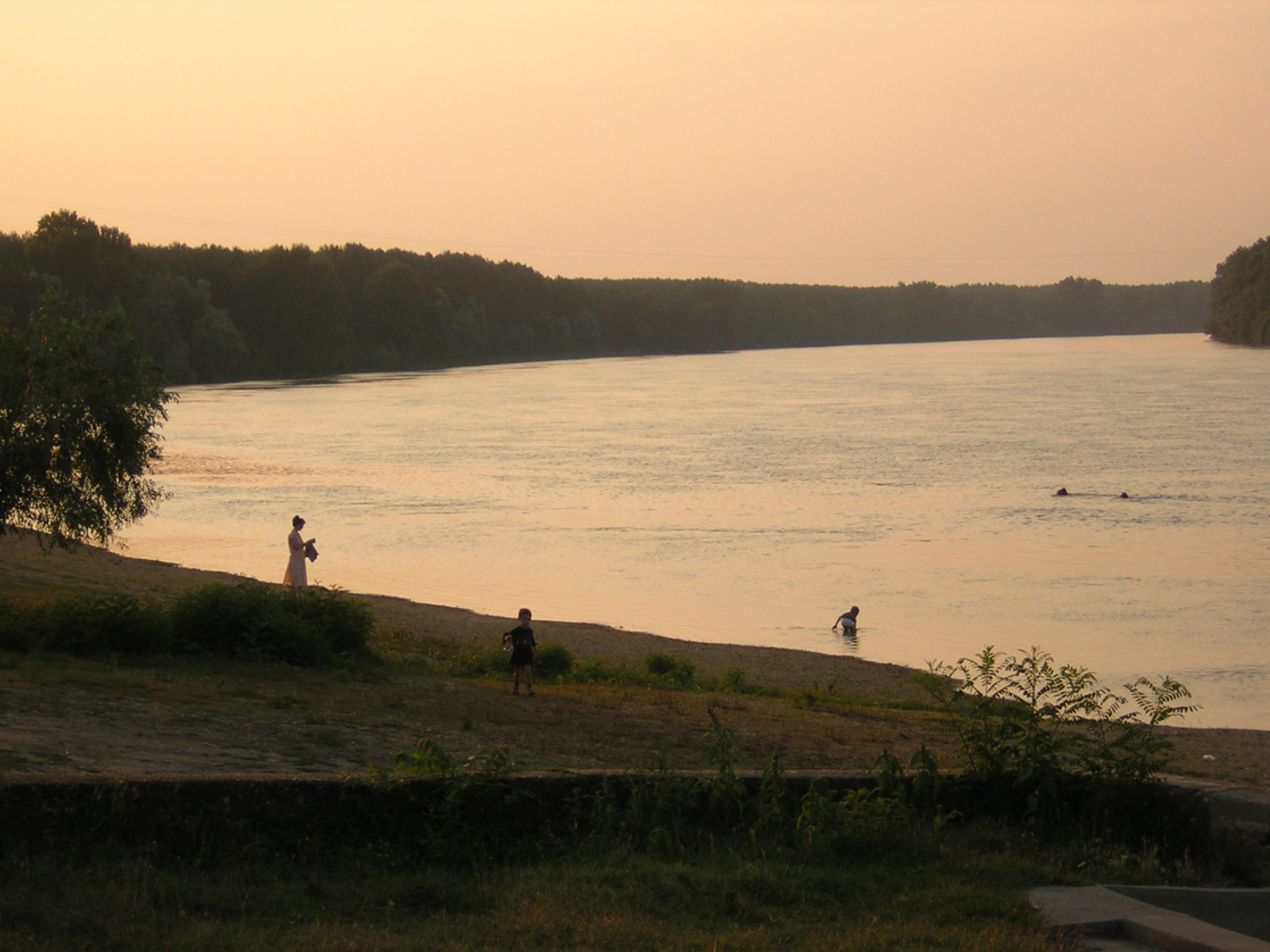
Il Danubio nei pressi di Belene.

Belene (in bulgaro Белене?) è una città nella Bulgaria settentrionale. È situata nella regione di Pleven, vicino a Svištov, sulla riva destra del Danubio.

## Storia
Belene sorge sulle rovine di Dimum, antica roccaforte dell'Impero Romano. Dopo un periodo di decadenza, il luogo viene ripopolato nel corso del medioevo da alcune famiglie di bulgari aderenti all'eresia del paulicianesimo.
Intorno al 1600 Belene è uno dei villaggi dove operano i missionari Francescani di Bosnia, guidati da fra Pietro Solinat, e quasi tutta la popolazione aderisce al Cattolicesimo di rito latino. Negli anni seguenti Belene sarà per diverso tempo anche la sede del Vescovo della Diocesi cattolica di Nicopoli.
Dal 1797 iniziano a lavorare in questo paese i Missionari Passionisti, che a tutt'oggi continuano a servire la comunità cattolica.
Fu dichiarata città nel 1964, il che è festeggiato ogni anno nella prima settimana di settembre con un mercato e con eventi culturali. È nota per la prigione ancora funzionante sull'isola di Belene, che in precedenza serviva da campo di concentramento per i prigionieri politici del regime comunista, e per essere stato nei primi anni '80 il sito designato per la costruzione della seconda centrale nucleare della Bulgaria; il cantiere sorse 7 km ad est della città, finché nel 1990 fu interrotto a causa della grave crisi economica seguente alla caduta del comunismo in Bulgaria. La costruzione fu ripresa ancora in anni recenti, ma per mancanza di investitori è stata nuovamente interrotta. L'ormai trentennale cantiere della Centrale Atomica è stato chiuso definitivamente dal Primo Ministro Borisov e dal Parlamento bulgaro nel marzo 2012. Questo progetto faraonico, oltre ad illudere per trent'anni la popolazione locale ("ci sarà lavoro per 10.000 persone e prosperità per tutti"), purtroppo ha deturpato con le sue squallide strutture il territorio del Parco Naturale Persina, in cui sorge, costellandolo con complessi residenziali abbandonati, con una linea e una stazione ferroviaria abbandonata, con altre infrastrutture abbandonate.

## Amministrazione

### Gemellaggi
- Belleville-sur-Loire, Francia
- Hajdúsámson, Ungheria
- Vigonza, Italia

## Località
Il comune è formato dall'insieme delle seguenti località:
- Belene (sede comunale)
- Byala voda
- Dekov
- Kulina voda
- Petokladentsi
- Tatari

## Popolazione

### Religione
Le due principali confessioni religiose nella città sono la Chiesa cattolica e la Chiesa ortodossa; ci sono infatti due chiese cattoliche ed una ortodossa. La chiesa cattolica della Natività della Beata Vergine Maria è stata edificata nel 1860 dal passionista italiano p. Eugenio Valente, la chiesa ortodossa di San Giorgio nel 1874 e la chiesa cattolica di Sant'Antonio di Padova nel 1893.